# آدریان پنجم

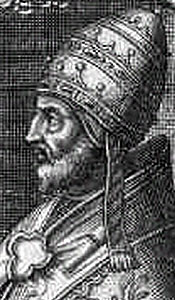

پاپ آدریان پنجم (به انگلیسی: Adrian V) یکی از پاپ‌های کلیسای کاتولیک رم بود که در ایتالیا به دنیا آمد و از ۱۱ ژوئیه ۱۲۷۶ تا ۱۸ اوت ۱۲۷۶ میلادی پاپ بود.